# Mitchell megye (Iowa)
Mitchell megye az Amerikai Egyesült Államokban, azon belül Iowa államban található. Megyeszékhelye Osage. Lakosainak száma 10 565 fő (2020. április 1.). Mitchell megye Mower, Floyd, Worth, Cerro Gordo, Howard és Chickasaw megyékkel határos.

## Népesség
A megye népessége az elmúlt években az alábbi módon változott:
| Lakosok száma | 10 788 | 10 706 | 10 727 | 10 709 | 10 832 | 10 565 |
|               | 2010   | 2011   | 2012   | 2013   | 2015   | 2020   |